# 里贝库尔-德雷兰库尔
里贝库尔-德雷兰库尔（法語：Ribécourt-Dreslincourt，法語發音：[ʁibekuʁ dʁɛlɛ̃kuʁ]）是法国瓦兹省的一个市镇，位于该省东北部，属于贡比涅区。

## 历史
该市镇于2009年由原市镇里贝库尔（Ribécourt）和德雷兰库尔（Dreslincourt）合并而成。

## 地理
里贝库尔-德雷兰库尔（49°30'36"N, 2°55'21"E）面积12.98 平方千米，位于法国上法蘭西大區瓦兹省，该省份为法国北部内陆省份，北起索姆省，西接厄尔省和滨海塞纳省，南至塞纳-马恩省和瓦兹河谷省，东临埃纳省。
与里贝库尔-德雷兰库尔接壤的市镇（或旧市镇、城区）包括：康布罗讷-莱里贝库尔、卡内克唐库尔、希里-乌尔斯康、马什蒙、蒙马克、潘普雷、维尔。
里贝库尔-德雷兰库尔的时区为UTC+01:00、UTC+02:00（夏令时）。

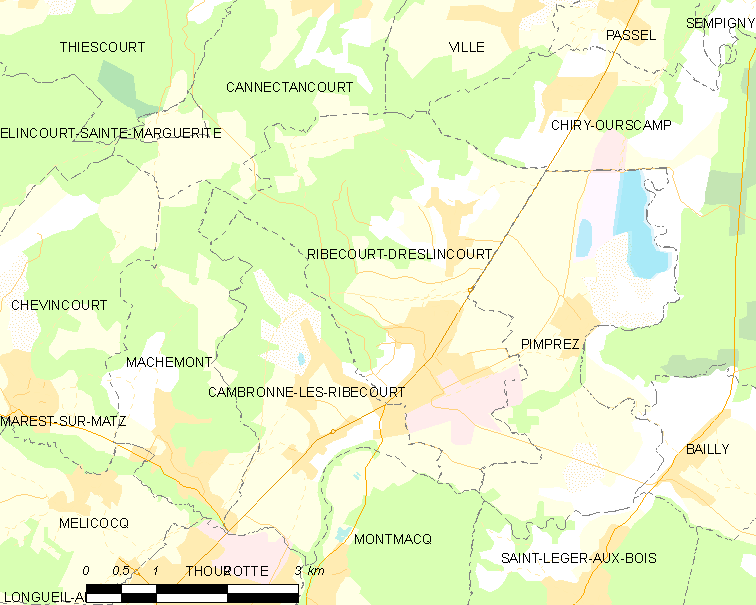
里贝库尔-德雷兰库尔的OSM定位图

## 行政
里贝库尔-德雷兰库尔的邮政编码为60170，INSEE市镇编码为60537。

## 政治
里贝库尔-德雷兰库尔所属的省级选区为图罗特县。

## 交通
里贝库尔站每天开行前往巴黎的列车。

## 人口

1962-2008年间里贝库尔-德雷兰库尔人口变化图示

里贝库尔-德雷兰库尔于2022年1月1日时的人口数量为3809人。

## 友好城市
- 比利时 昂日